# 久留米ラーメン

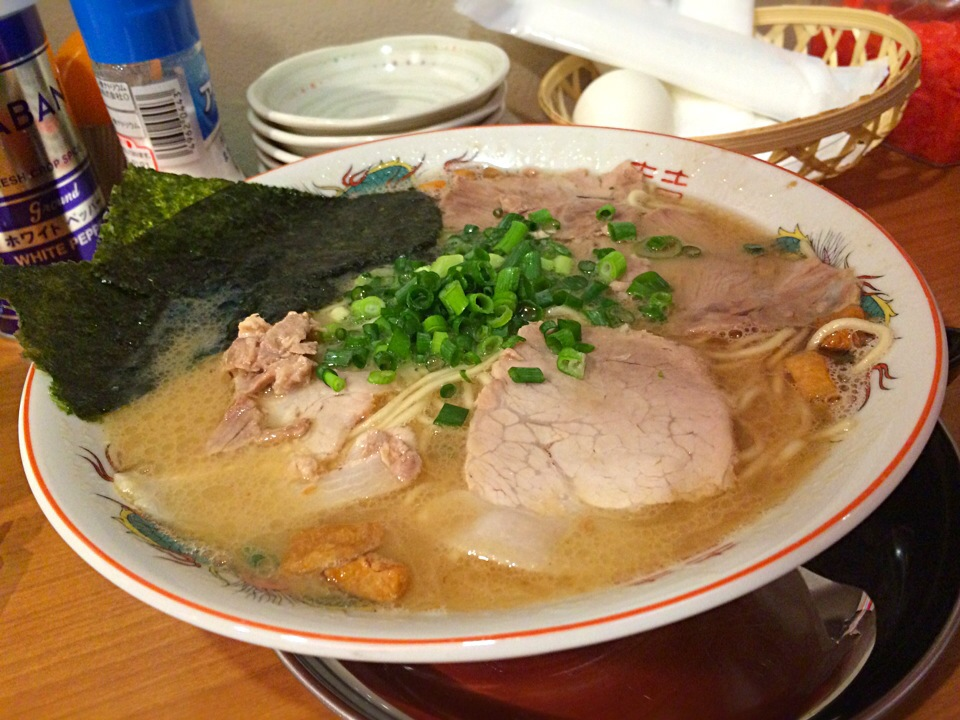
久留米ラーメン

久留米ラーメン（くるめラーメン）は、福岡県久留米市を中心に提供されている豚骨ラーメン。

## 歴史

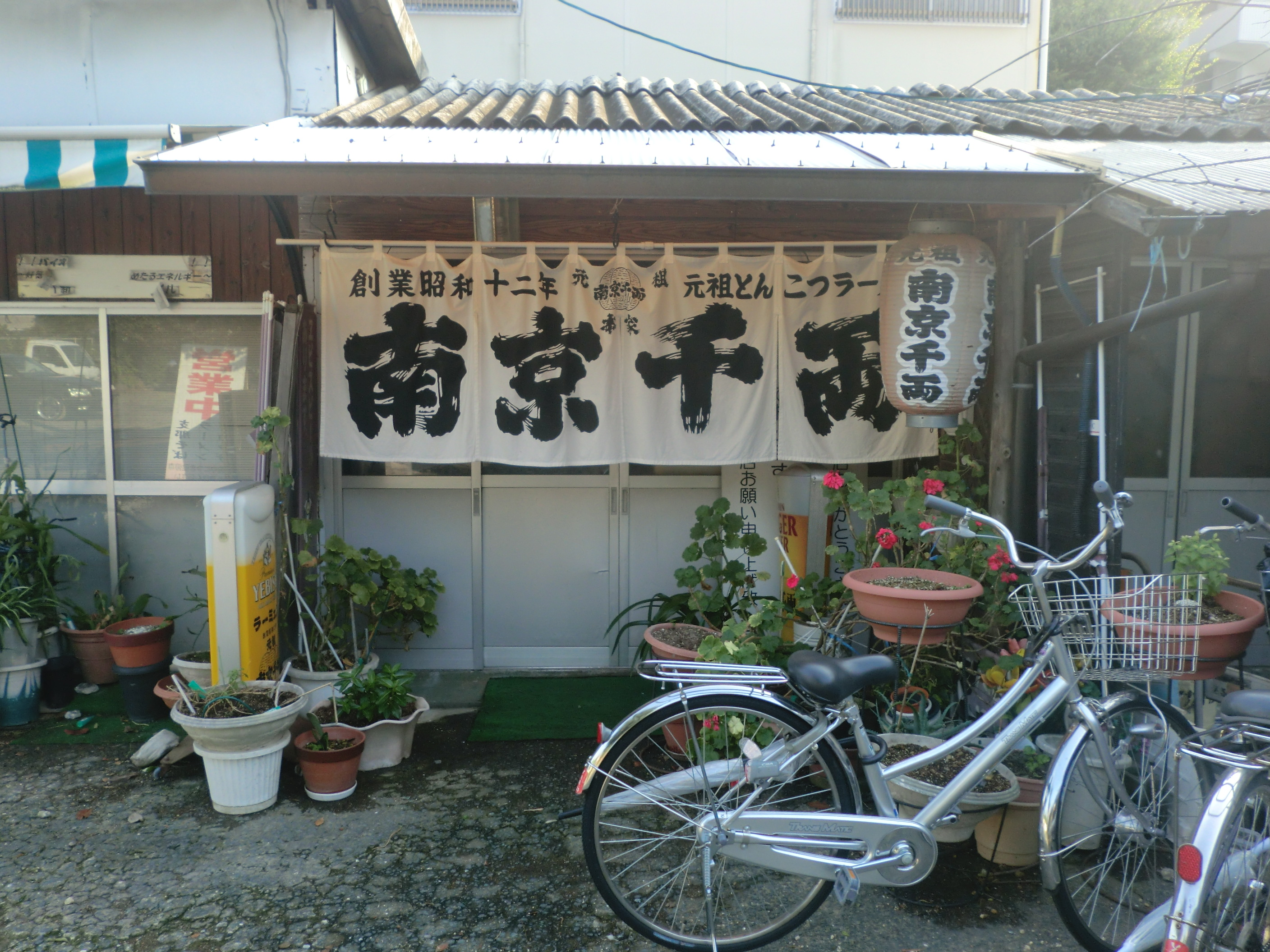
南京千両五差路店

1937年（昭和12年）に福岡県久留米市の西鉄久留米駅前に屋台「南京千両」が開店。長崎県島原市出身の創業者の宮本時男が、神奈川県横浜市の南京町（現在の横浜中華街）や東京で流行していた支那竹が入っていた「支那そば」と、地元の郷土料理である長崎ちゃんぽんの「豚骨スープ」をヒントに考案する。この豚骨スープは透明感を残したスープであった。
10年後の1947年（昭和22年）に杉野勝見が屋台「三九」を同じく久留米に開業する。杉野は前述の宮本とも親交があり、「三九」の屋号も宮本の生年が明治39年であったことと、英語の「サンキュー」の意味から採られている。当時の「三九」は「南京千両」と同じく、豚骨をちょっと煮た程度の透明感を残したスープであった。ある日、母親に仕込みを任せて外出した杉野が帰ってきてみると、手違いでスープは強く炊かれ煮立っており、白濁していた。失敗と思われたこの白濁スープを飲んでみたところ意外に美味しく、現在の久留米ラーメンの主流の「白濁豚骨スープ」が誕生することとなった。
杉野は4年ほど経った1951年に福岡県小倉市（現在の北九州市）に移り「来々軒」を開業する。「三九」の常連客であった四ヶ所日出光は、「三九」の屋号や権利を譲り受けラーメンの改良を続けた。四ヶ所の「三九」は後に熊本県玉名市や佐賀県佐賀市に移転し、それらの地で地元のラーメン職人に影響を与え、玉名ラーメン、熊本ラーメン、佐賀ラーメンといった九州各地のラーメンに影響を与えたといわれ、豚骨ラーメンの元祖とも言われている。
「南京千両」の屋台仲間の1人が1957年（昭和32年）に故郷の富山県に帰る際に、店の名前の使用許可をもらい、富山で同じ名前の「南京千両」を開業。富山風にアレンジしてはいるが、透明感を残した豚骨スープを提供し続けている。

## 特徴
店によって差は大きいが、久留米ラーメンの特徴として、以下のようなものが認識されている。
- 麺はストレートの固め。太さでは博多ラーメンよりやや太め。
- 博多ラーメン以上に強く煮込んだ、濃厚で骨髄の匂いが強いスープを採用している。
  - 但し、あっさり目の豚骨スープを提供する店もあり、スープについては博多ラーメン以上に幅が広い。
- 具材はキクラゲ、チャーシュー、ワケギと博多ラーメンと共通。海苔を乗せる店が多いのも久留米ラーメンの特徴である。熊本ラーメンと異なり、焦がしニンニクやニンニクチップはトッピングされない。
- 玉子はゆで玉子も多いが、他地域に比べトッピングとして生玉子を入れることも多い。

### 継ぎ足し
久留米ラーメンの豚骨スープの伝統的な製法に、継ぎ足しと呼ばれる製法がある。
呼び戻しとも呼ばれる。
スープが減ってくると別の釜で煮立てた新しいスープを文字通りに継ぎ足す製法であり、継ぎ足しでその店の創業以来のタレとしている鰻屋の蒲焼のタレなどと同様である。
継ぎ足しと比較すると一般的な博多ラーメンでは取り切りと呼ばれる製法であり、一定量の材料を一定時間煮出してその日に使用する分のスープを作る。
日本食品分析センターの分析によると、スープ100グラム中のうま味成分（遊離グルタミン酸）の含有量は、一般的な取り切りで作られたスープは6ミリグラムなのに対し、継ぎ足しで作ったスープは17ミリグラムと2.8倍多かった。

## 影響
- 玉名ラーメン
  - 熊本ラーメン
- 佐賀ラーメン
- 宇部ラーメン

## 久留米食堂系ラーメン
あっさりしたスープのラーメンも、また人気がある。店名に「食堂」が入った店が多いため、食堂系と呼ばれる。
1955年創業の「沖食堂」、1958年創業の「ひろせ食堂」が代表例として挙げられる。スープには豚骨だけではなく鶏ガラも使用されることが多い。
長崎ちゃんぽんを提供する店も多いが、中学生や高校生向けに価格を抑えるため、肉や魚介類を抜き野菜のみを具材にしたちゃんどんを提供している店もある。

## 久留米国道系ラーメン
久留米市内や久留米市周辺部の国道3号沿いに店を構え、こってりしたスープのラーメンが国道系と呼ばれることもある。
1958年（昭和33年）、国道3号沿いに開業した「丸星中華そばセンター」や1965年に佐賀県三養基郡基山町に開業した「丸幸ラーメンセンター」が代表例で、広大な駐車場を備え年中無休・24時間営業を行っており、長距離ドライバーの評判も高い。「丸星中華そばセンター」は日本初の24時間営業店（2021年より24時間営業を取り止め）とも言われている。注文方法は食券券売機による対応が主流。
久留米ラーメンでは一般的でない替え玉（博多と違い「替え麺」と呼ばれることが多い）が可能であったり、トッピングが任意に追加注文可能となっていたりするのも、国道系の特徴である。